# Nebel (Amrum)
Pour les articles homonymes, voir Nebel.
Nebel (Neebel en frison septentrional) est une commune d'Allemagne, située dans le land du Schleswig-Holstein et l'arrondissement de Frise-du-Nord. Elle se situe sur l'île d'Amrum et elle est la commune du Schleswig-Holstein qui compte la plus grande proportion de résidences secondaires.

## Géographie
Le centre historique de Nebel est situé sur le côté est de la dorsale d'Amrum, face à la mer des Wadden, à peu près au centre de l'île dans le sens de la longueur. À peine deux kilomètres au sud se trouvent Süddorf et Steenodde, et au sud de Süddorf le quartier résidentiel de Großdün. La partie ouest du village de Nebel est appelée Westerheide.
Les quartiers de Nebel et Süddorf sont reliés aux deux autres communes de l'île par la route principale d'Amrum, la route nationale L 215. La commune de Nebel est reliée par quatre arrêts à la seule ligne de bus de l'île qui circule sur la route principale. Steenodde n'est cependant pas desservie par le bus. Jusqu'en 1939, il y avait à Nebel une gare terminus du chemin de fer de l'île d'Amrum. Un port avec une jetée et quelques places d'amarrage pour les petits bateaux se trouve à Steenodde.
Jusqu'à la fin de l'année 2006, Nebel était le siège administratif de l'Amt d'Amrum et était donc le chef-lieu de l'île sur le plan administratif. Sur le territoire de la commune de Nebel se trouvent le phare d'Amrum, le moulin à vent d'Amrum ainsi que l'église Saint-Clément, qui sont considérés comme les emblèmes de l'île. 

## Histoire
Nebel a été fondé dans les premières décennies du XVIe siècle comme troisième village insulaire après Norddorf et Süddorf. Le nom du village vient probablement des mots nei et bel, le premier signifiant "nouveau" et le second étant basé sur le terme danois ancien boli (colonie) (comparer avec Niebüll, Nieblum). Les premières maisons de cette nouvelle colonie se sont regroupées autour de l'église Saint-Clément, qui s'était auparavant dressée pendant deux siècles en plein champ entre Norddorf et Süddorf.
Après l'annexion du Schleswig-Holstein par la Prusse en 1867, il n'y eut à partir du 27 juin 1871 qu'une seule commune englobant toute l'île, appelée Amrum. En 1912, la partie sud de l'île fut transformée en commune de Wittdün, et en 1925, la partie nord en commune de Norddorf. Le 23 février 1926, le reste de la commune fut rebaptisé Nebel.
Alors que de nombreux hôtels ont été construits à Wittdün et Norddorf à partir de 1890, Nebel n'a connu que peu de tourisme au début. En 1890, la maison de cure Satteldüne a été construite entre Nebel et Süddorf, et depuis 1923, elle fait office de centre de soins pour enfants ou de clinique spécialisée pour enfants. En 1905, un sanatorium fut construit près de l'église, l'actuelle administration des thermes. Ce n'est qu'en 1938 que la commune obtint une concession pour l'utilisation de la plage.
Après la Seconde Guerre mondiale, de vastes zones de la lande à l'ouest de Nebel devinrent des terrains à bâtir bon marché. C'est là qu'est né le quartier résidentiel de Westerheide. 

## Villages

### Steenodde
Steenodde est le plus petit village d'Amrum. Il est situé directement au bord de la mer des Wadden. Les tombes et les tumulus, très nombreux ici, sont remarquables; le dolmen de Steenodde fait également partie des curiosités. Steenodde possède sa propre jetée navigable. Autrefois, Steenodde était le port de ferry pour la ligne Amrum-Halligen-Schlüttsiel (continent). Aujourd'hui, on y trouve un port pour les petits bateaux de marchandises et les bateaux de plaisance d'une longueur maximale de 12 mètres. La plus ancienne maison d'Amrum encore conservée, l'ancienne auberge Lustiger Seehund, se trouve à Steenodde. Elle a été construite en 1721. 

### Süddorf
Süddorf a été mentionné pour la première fois dans des documents en 1464 et est donc considéré, avec Norddorf, comme le plus ancien village insulaire. Au XVIIIe siècle, le navigateur Hark Olufs, né et mort à Süddorf, est devenu célèbre. 
C'est à Süddorf que se trouve le deuxième moulin à vent d'Amrum, plus petit, qui est aujourd'hui utilisé comme maison d'habitation. Il a été construit à l'origine en 1775. En 1882, le capitaine Volkert Quedens d'Amrum a acheté le moulin et l'a fait reconstruire à Süddorf pour le meunier Heinrich Andresen. En 1893, il a été transformé en moulin à vent hollandais avec des ailes de porte à voile et a fonctionné ainsi jusqu'en 1939.
Depuis le Süddorf en direction de l'est s'étend la partie la mieux conservée du Krümwal, un rempart de terre d'une longueur totale d'environ 1 800 mètres. Son but et l'époque de sa construction sont inconnus.
L'école d'Amrum, fondée en 1968, se trouve à la limite nord-est du village. Elle s'appelle Öömrang skuul (en français : "école d'Amrum") et est une école primaire et régionale.
Au sud de Süddorf, toujours sur le territoire de la commune de Nebel, se trouve le phare d'Amrum, mis en service le 1er janvier 1875, qui a la deuxième hauteur de feu la plus élevée de tous les phares de la côte allemande de la mer du Nord, après le phare d'Heligoland. Il se trouve sur une dune de 27 m de haut. La hauteur du feu est de 63 m au-dessus du niveau de la mer. En raison de sa taille et de sa peinture rouge et blanche caractéristique, le phare est le bâtiment le plus marquant de l'île d'Amrum. 

## Politique
Depuis les élections municipales de 2018, le groupe d'électeurs Nebeler Bürgerblock (NBB) dispose de cinq sièges, l'Union chrétienne-démocrate d'Allemagne (CDU) de quatre sièges et le Parti social-démocrate d'Allemagne (SPD) de deux sièges au conseil municipal.

## Patrimoine culturel

### Église Saint-Clément de Nebel
L'église Saint-Clément, construite en 1236 et mentionnée pour la première fois dans un document de 1240, se trouve à l'extrémité est du centre du village. Cette construction romane à nef unique et toit de chaume a été érigée à l'époque en raison d'un désaccord sur l'emplacement entre les villages insulaires de Norddorf et de Süddorf et a donné lieu à la création ultérieure du village de Nebel. L'église a été construite sans tour ; le clocher de 36 mètres de haut, couvert de cuivre, n'a été ajouté qu'en 1908.
L'église abrite un certain nombre de trésors artistiques. Parmi eux, un groupe d'apôtres en bois de style gothique primitif (La Cène céleste), qui aurait été rejeté par les flots lors d'une tempête sur Amrum. Les personnages se caractérisent par une frontalité stricte, des têtes relativement grandes et des plis simples. Les visages expressifs reflètent l'intimité et une profonde gravité. Les fonts baptismaux en forme de calice datent de l'époque romane. On estime qu'ils ont à peu près le même âge que l'église. Sa coupole et sa paroi sont en granit rougeâtre scintillant, l'anneau du bourrelet et le pied sont en calcaire coquillier jaunâtre. Elle se trouve dans l'angle nord-est de la nef, entourée de bancs de manière à former un coin baptismal séparé. La nef étroite, traversée sur le long côté et au-dessus de l'entrée à faible hauteur par une tribune en bois, donne l'impression spatiale d'une coque de bateau. Le cimetière situé devant l'église est également remarquable, avec ses pierres tombales datant de 1670 à 1830. Outre des représentations de bateaux et des ornements élaborés, celles-ci présentent de courts textes gravés dans la pierre sur la vie des défunts.
La paroisse Saint-Clément possède un exemplaire du Missale Slesvicense, un missel imprimé en 1486 par Steffen Arndes, qui n'a été conservé qu'en quatre exemplaires et qui est considéré comme le plus ancien livre imprimé dans le Schleswig-Holstein ou le deuxième plus ancien livre imprimé au Danemark. Le livre se trouve dans les archives de l'église régionale à Kiel et est parfois exposé dans l'église. 

### Moulin à vent d'Amrum
Le moulin à vent d'Amrum a été construit en 1771 par le meunier Erk Knudten à Nebel. Il abrite aujourd'hui un musée local et, en été, des expositions de divers artistes. Le moulin est un moulin en terre avec un couloir en grisaille, des ailes à volets et une rose des vents, qui a fonctionné jusqu'en 1962. Le pasteur de l'époque, Erich Pörksen, est à l'origine de la création de l'association pour la conservation du moulin à vent d'Amrum en 1964. Le moulin est aujourd'hui encore en état de marche et peut être visité. 
Un rituel chrétien spécifique à Amrum est lié au moulin à vent de Nebel: en position de repos, les quatre ailes du moulin sont habituellement alignées en diagonale "en ciseaux". En cas de décès sur l'île, les ailes du moulin sont placées en position horizontale-verticale jusqu'à l'heure suivant l'enterrement du défunt, afin de signaler le décès de loin - le moulin est alors "en croix". 

### Cimetière des sans nom
En face du moulin à vent se trouve le Cimetière des sans nom d'Amrum, où ont été enterrés des corps flottants non identifiables. Selon la chronique de l'église, il a été créé en 1905. Un capitaine d'Amrum a volontairement cédé la surface du cimetière de sa propriété. La plupart des tombes datent du début du XXe siècle, la dernière datant de 1969. Depuis lors, toutes les noyades retrouvées au large d'Amrum ont pu être identifiées grâce à de meilleures techniques. Chaque tombe est surmontée d'une simple croix en bois sur laquelle est gravée la date de la découverte. L'arche en bois du portail d'entrée du cimetière porte l'inscription "Il y a encore un repos". Juste derrière l'entrée se trouve une pierre de champ provenant de l'ancien mur ouest de l'église Saint-Clément, avec les mots gravés "Réjouissez-vous de ce que vos noms sont écrits dans le ciel". 

### Öömrang Hüs

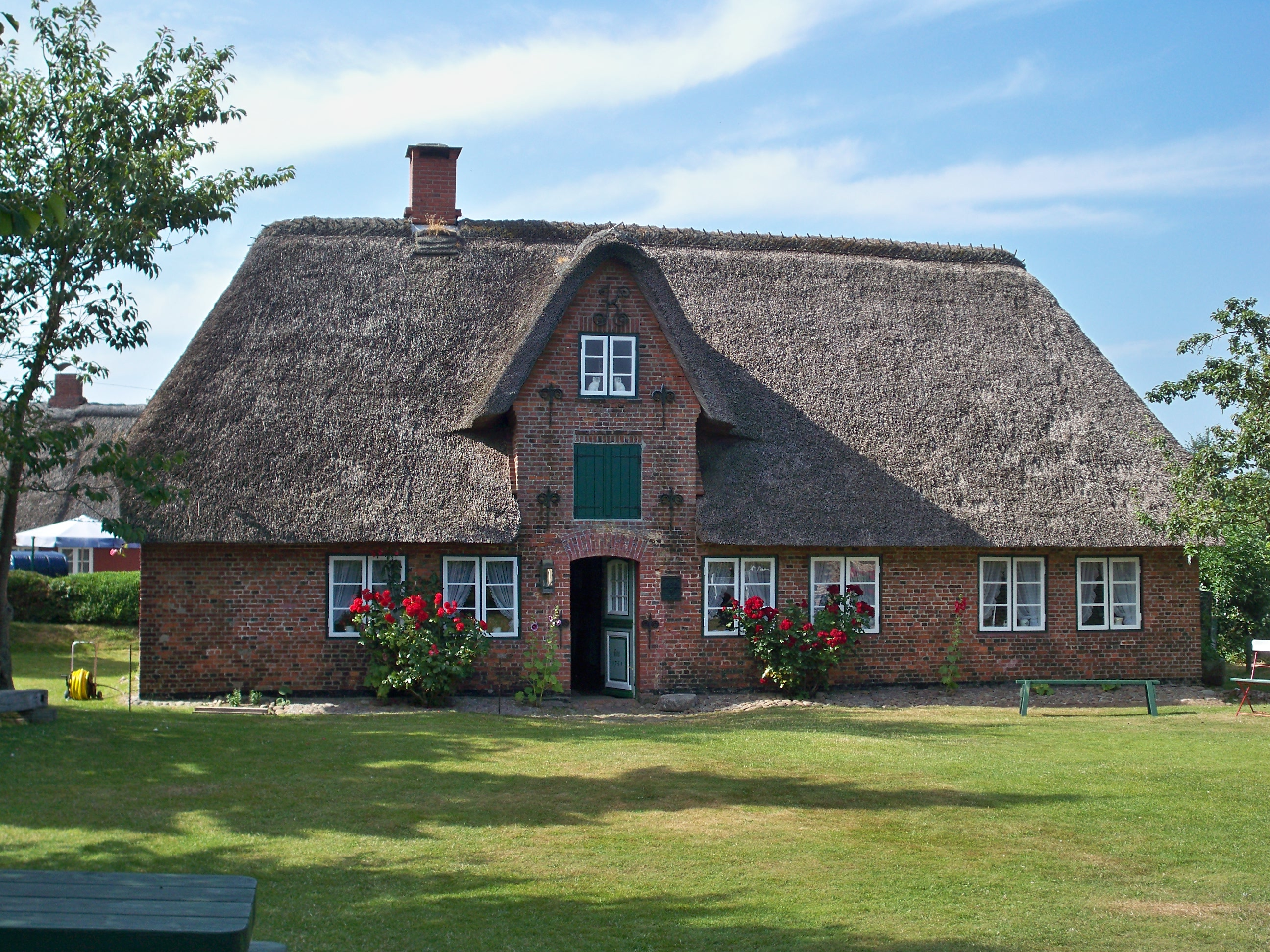
La maison "Öömrang Hüs"

L'Öömrang Hüs à Nebel est une maison uthland-frisonne construite vers 1751 et qui est restée en grande partie dans son état d'origine. Elle appartient à l'Öömrang Ferian. Le propriétaire d'origine était un capitaine qui avait fait représenter son bateau sur un mur carrelé dans le salon ("de Dörnsk"). La maison peut être visitée. La cuisine, le salon et d'autres pièces montrent la culture d'habitation d'autrefois. Des expositions temporaires sont organisées dans une annexe et des mariages civils sont célébrés dans le salon de l'Öömrang Hüs. 

### Divers
Le centre de Nebel se caractérise par de nombreuses maisons à toits de chaume datant des XVIIIe et XIXe siècles, ainsi que par des ruelles de village non goudronnées. Les Tombes préhistoriques de Nebel se trouvent à environ 500 mètres au nord-ouest de la Vogelkoje Meeram. À proximité se trouve également, dans une zone d'habitat préhistorique, la réplique d'une maison de l'âge du fer, réalisée en 2014. Le phare de Nebel, construit en 1981, est une construction moderne en aluminium de 9,6 mètres de haut. Grâce à sa situation, le feu de balisage pour la plaine alluviale de Norder a une hauteur de feu de 16 m au-dessus de la MThw (marée haute moyenne) et une portée de 15,6 à 19,5 nm. 

## Économie
La clinique spécialisée "Satteldüne" pour enfants et adolescents est le plus gros employeur d'Amrum. Située au sud de Westerheide, elle est spécialisée dans les maladies respiratoires et possède sa propre école.
Le facteur économique le plus important est le tourisme. En 2012, la commune de Nebel a accueilli 41 561 visiteurs pour 447 808 nuitées. Ce chiffre n'inclut pas les patients et les accompagnants de la clinique "Satteldüne". 

## Personnalités liées à la commune
- Hark Olufs (1708-1754), esclave des Barbaresques, puis chef de la garde du Bey d'Alger